# Escola de Mannheim
El terme Escola de Mannheim s'utilitza per a designar l'estil iniciat per Johann Stamitz, que va portar l'orquestra d'aquesta ciutat a assolir gran renom a tot Europa pel seu virtuosisme i disciplina orquestral.

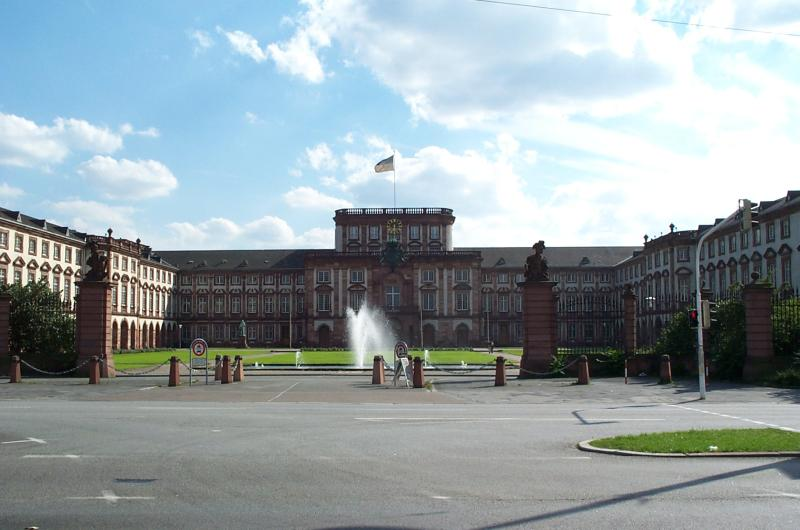
Palau de Mannheim

## Karl Teodor, mecenes de les arts.
La capella de la cort del Príncep Elector del Palatinat Karl Theodor, establert a Mannheim entre el 1742 i el 1788 fou conegut pels seus coetanis com un gran patró de les ciències, el comerç i les arts. Ell mateix tocava diversos instruments (flauta, clarinet i violoncel) i el seu interès per la música es veu reflectit en les diferents ampliacions de la seva capella, que de 48 cantants i instrumentistes el 1745 va arribar a tenir-ne 90 l'any 1778.
En l'època de màxima esplendor, l'orquestra de Mannheim és, juntament amb les de Nàpols i Milà, una de les més grans d'Europa.

## Johann Stamitz, director de la música instrumental

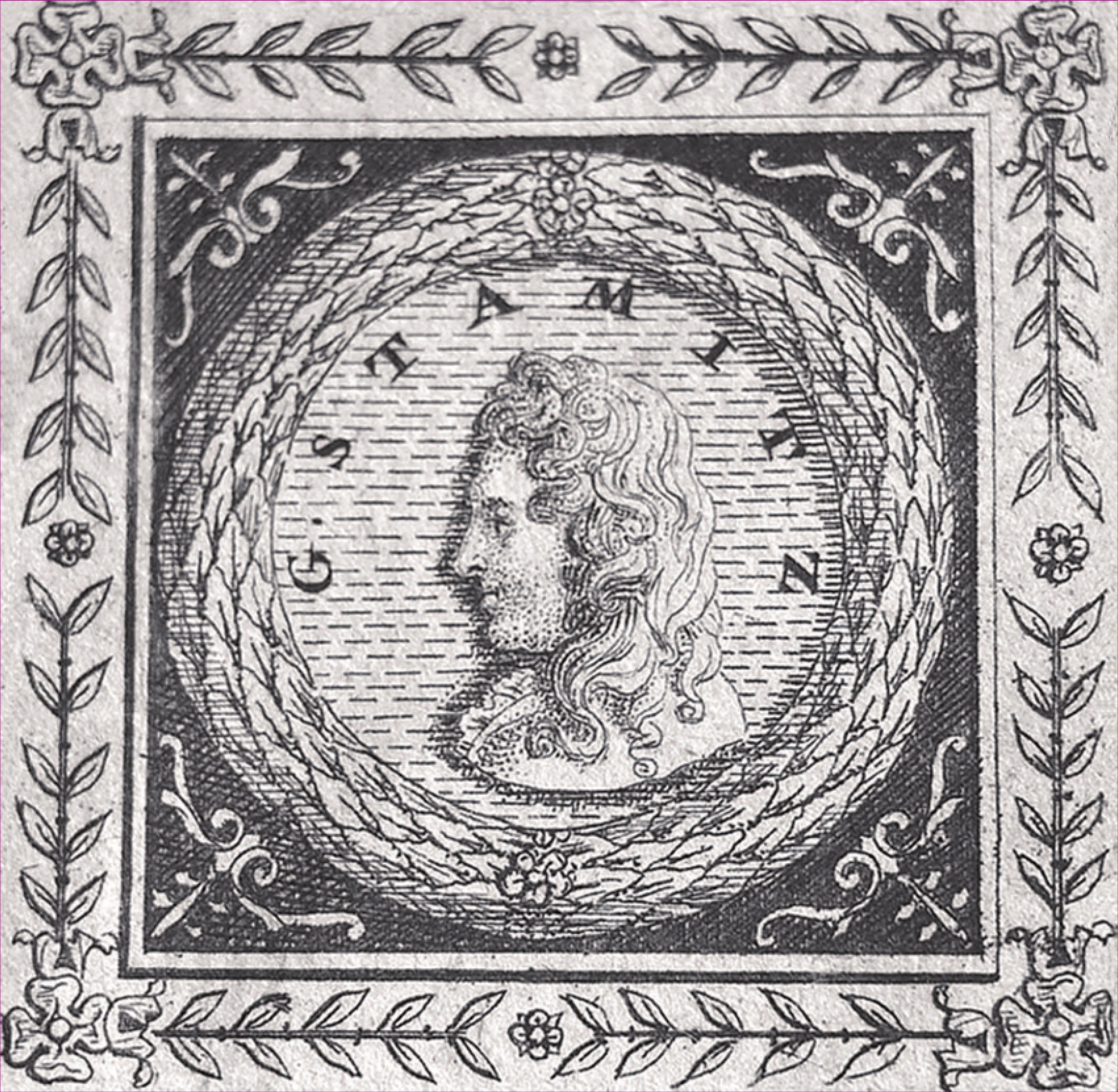
Johann Stamitz

Johann Stamitz (1715-1757), violinista i compositor va ser l'iniciador de la nova tradició orquestral a la cort de l'elector en ser nomenat director de la música instrumental. Per a ampliar l'orquestra, va portar alguns dels millors instrumentistes de Bohèmia, molts d'ells també compositors com ara Christian Cannabich, Ignaz Holzbauer, Franz Xaver Richter o Jakob i Wilhelm Cramer, i fins i tot els seus propis fills Carl i Anton Stamitz.

## Característiques musicals
La gran tècnica orquestral que citen tots els que escolten l'orquestra es basa en els següents aspectes:
- Precisió en els atacs
- Gran habilitat en els matisos dinàmics
- Uniformitat en les arcades

El canvi musical no es dona només en la disciplina orquestral, sinó que a nivell compositiu s'utilitzen recursos que afavoreixen els efectes dinàmics a gran escala:
- pedals interns (pedals orquestrals) sovint a càrrec de les trompes.
- desenvolupament del clarinet, que s'afegirà als altres instruments de vent de fusta.
- escriptura independent per als instruments de vent que afavoreix l'aparició de passatges solístes especialment en la fusta.
- ritme harmònic lent; homofonia i unísons.

Moltes d'aquestes innovacions a nivell d'escriptura neixen a Itàlia, en les obertures d'òpera. Dos dels compositors més destacats són Niccolò Jommelli (1714-1774) i Tommaso Traetta (1727-1779).
Cal tenir en compte que aquest nou estil s'aplica especialment a la simfonia. En el concert i la música de cambra trobem un estil molt més conservador.

## Influència de l'escola de Mannheim
Dels molts personatges que visiten Mannheim i que deixen constància de tot això podem destacar Voltaire (1753), Friedrich Wilhelm Marpurg (1756), Charles Burney (1772), Johann Christian Bach (1772-1773), Wolfgang Amadeus Mozart (1777) i Johann Nikolaus Forkel (1782).
La influència de l'escola de Mannheim serà important més en l'aspecte tècnic que no pas en l'estilístic, ja que, si bé no amb la mateixa vehemència i brillantor, trobem innovacions similars a altres punts d'Europa, com ara Viena, Berlín i Itàlia. Malgrat això, la seva posició geogràfica i la predisposició de l'elector per la propagació dels avenços musicals, faran possible la rellevància que tingué l'Escola de Mannheim a la segona meitat del segle xviii.